# Pietro Amendola
Pietro Amendola (Roma, 26 ottobre 1918 – Roma, 7 dicembre 2007) è stato un politico e giornalista italiano.

## Biografia
Ultimo dei figli di Giovanni Amendola ed Eva Kühn, è stato fin da ragazzo attivo antifascista.
Nel 1937, anche seguendo l'esempio del fratello Giorgio, Pietro s'iscrive al Partito Comunista d'Italia. Nel 1940 il giovane finisce dinanzi al Tribunale speciale, che lo condanna a dieci anni di reclusione. Ne sconta tre e, grazie alla caduta del fascismo, è rimesso in libertà. Riprende subito il suo posto di lotta ed è tra gli organizzatori della Resistenza nel Lazio. Partigiano combattente, operò in una formazione del CVL col grado di capitano.
Dopo la Liberazione, nel 1946, Pietro Amendola fu segretario della Federazione comunista di Salerno e, dal 1947 al 1948, redattore del quotidiano di Napoli La Voce.
Eletto deputato nel 1948 e rieletto per il PCI in successive legislature, è stato attivo sino alla morte nella presidenza dell'Associazione Nazionale Perseguitati Politici Italiani Antifascisti.